# Lijst van voetbalinterlands Albanië - Griekenland (vrouwen)
Deze lijst van voetbalinterlands is een overzicht van alle officiële voetbalwedstrijden tussen de nationale vrouwenteams van Albanië en Griekenland. De landen hebben tot nu toe vijf keer tegen elkaar gespeeld.

## Wedstrijden
| № | Plaats  | Datum             | Competitie                     | Wedstrijd             | Uitslag |
| - | ------- | ----------------- | ------------------------------ | --------------------- | ------- |
| 1 | Durrës  | 30 oktober 2013   | WK 2015 kwalificatie           | Albanië − Griekenland | 1 − 0   |
| 2 | Veria   | 17 september 2014 | WK 2015 kwalificatie           | Griekenland − Albanië | 4 − 0   |
| 3 | Fier    | 22 oktober 2015   | EK 2017 kwalificatie           | Albanië − Griekenland | 1 − 4   |
| 4 | Trikala | 26 januari 2016   | EK 2017 kwalificatie           | Griekenland − Albanië | 3 − 2   |
| 5 | Elbasan | 11 april 2017     | WK 2019 kwalificatie voorronde | Albanië − Griekenland | 2 − 1   |

## Samenvatting
| Competitie                | Totaal gespeeld | Winst Albanië | Gelijk | Winst Griekenland | Doelsaldo Albanië – Griekenland |
| ------------------------- | --------------- | ------------- | ------ | ----------------- | ------------------------------- |
| WK kwalificatie           | 2               | 1             | 0      | 1                 | 1 − 4                           |
| EK kwalificatie           | 2               | 0             | 0      | 2                 | 3 − 7                           |
| WK kwalificatie voorronde | 1               | 1             | 0      | 0                 | 2 − 1                           |
| Totaal                    | 5               | 2             | 0      | 3                 | 6 − 12                          |